# Аметов, Решат Медатович
Реша́т Меда́тович Аме́тов (укр. Решат Медатович Аметов, крымскотат. Reşat Medat oğlu Ametov, Решат Медат огълу Аметов; 24 января 1975 — 15 марта 2014) — крымскотатарский активист, похищенный и убитый боевиками крымской «самообороны» в первые недели крымской оккупации 2014 года. Герой Украины (2017, посмертно).

## Убийство
3 марта 2014 года рано утром Решат Аметов вышел из дома — по словам жены, сказав, что пошёл в военкомат. После того, как он долгое время не выходил на связь, жена сама попыталась позвонить ему в 12 часов дня, но его мобильный телефон был выключен. 
Последний раз Аметова живым видели в центре Симферополя, на площади Ленина у здания Совета министров Крыма, где он проводил одиночный пикет против действий России в Крыму. Существует видео, на котором люди, одетые в камуфляжную форму, увозят активиста в неизвестном направлении. 
Тело Аметова было найдено 15 марта в районе села Земляничное Белогорского района. На раздетом теле убитого были обнаружены многочисленные следы побоев, голова была завязана скотчем, рядом лежали наручники (по другим данным наручники были на ногах и руках). Предполагается, что причиной смерти стало проникающее колото-режущее ранение в глаз. По выводам эксперта смерть активиста наступила примерно через неделю после похищения, а побои и прокол черепа он получил за несколько часов до смерти.
По данным «Радио Свободы», после похищения Решата Аметова привезли в офис «Русского единства» на улице Карла Либкнехта в Симферополе, во время аннексии Крыма там располагался один из штабов «Самообороны Крыма». В данном штабе содержались заложники, которых задерживали пророссийские силы во время аннексии.
После смерти Аметова у него остались жена и трое детей.

## Расследование убийства
В начале апреля 2014 года Следственный комитет Следственного управления РФ по Республике Крым возбудил уголовное дело по факту убийства Решата Аметова, но в 2015 году дело было приостановлено в связи с тем, что следствие не смогло установить лиц, причастных к преступлению. По утверждению Ольги Скрипник, координатора Крымской полевой миссии по правам человека, в ходе следствия были установлены лица, причастные к похищению Аметова. С этих лиц взяли показания, однако они получили статус свидетелей, а не подозреваемых.
Осенью 2019 года прокуратурой АР Крым (г. Киев) в розыск были объявлены трое человек, подозревавшихся в похищении и убийстве Аметова. По данным прокуратуры, похитителями были двое участников самообороны Крыма: Александр Баглюк (1986 г.р.). и Александр Руденко (1975 г.р.). Руководство похищения осуществлял участник войны в Донбассе Скрипник Евгений Владимирович (1966 г. р.), он проходил службу в 76-й воздушно-десантной дивизии и в 728 отдельном батальоне связи ВС РФ.